# Goldene Linie

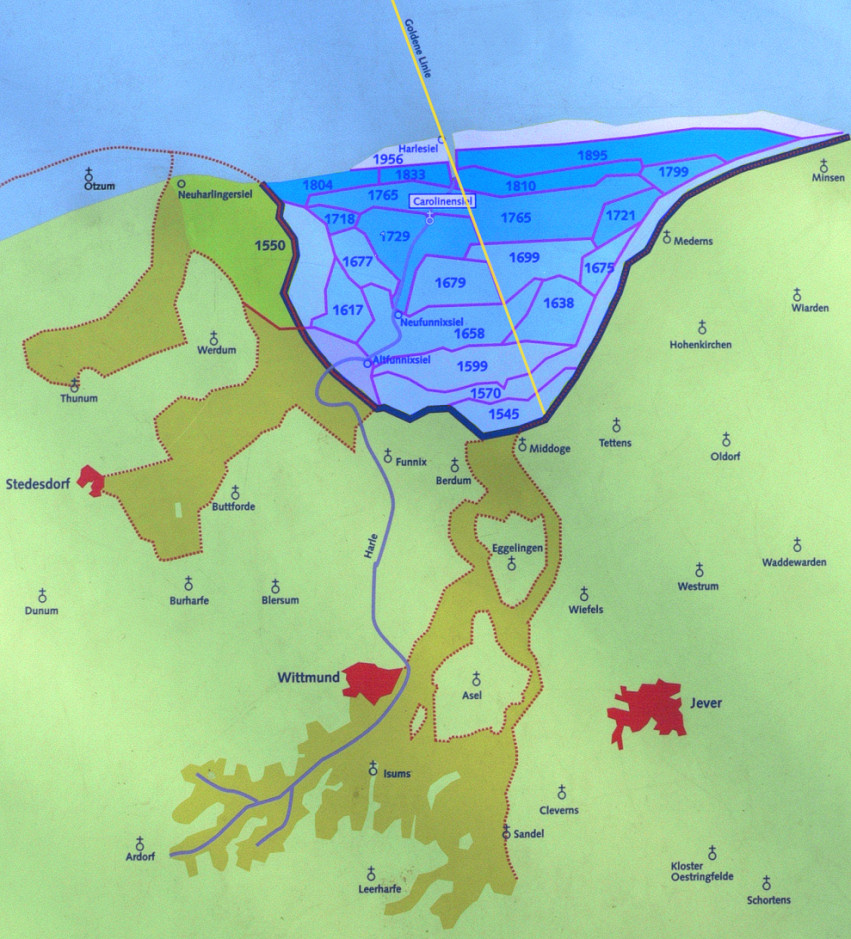
Frühere Harlebucht (blau) mit
Goldener Linie, die Jahreszahlen auf den Feldern geben das Jahr der Eindeichung an

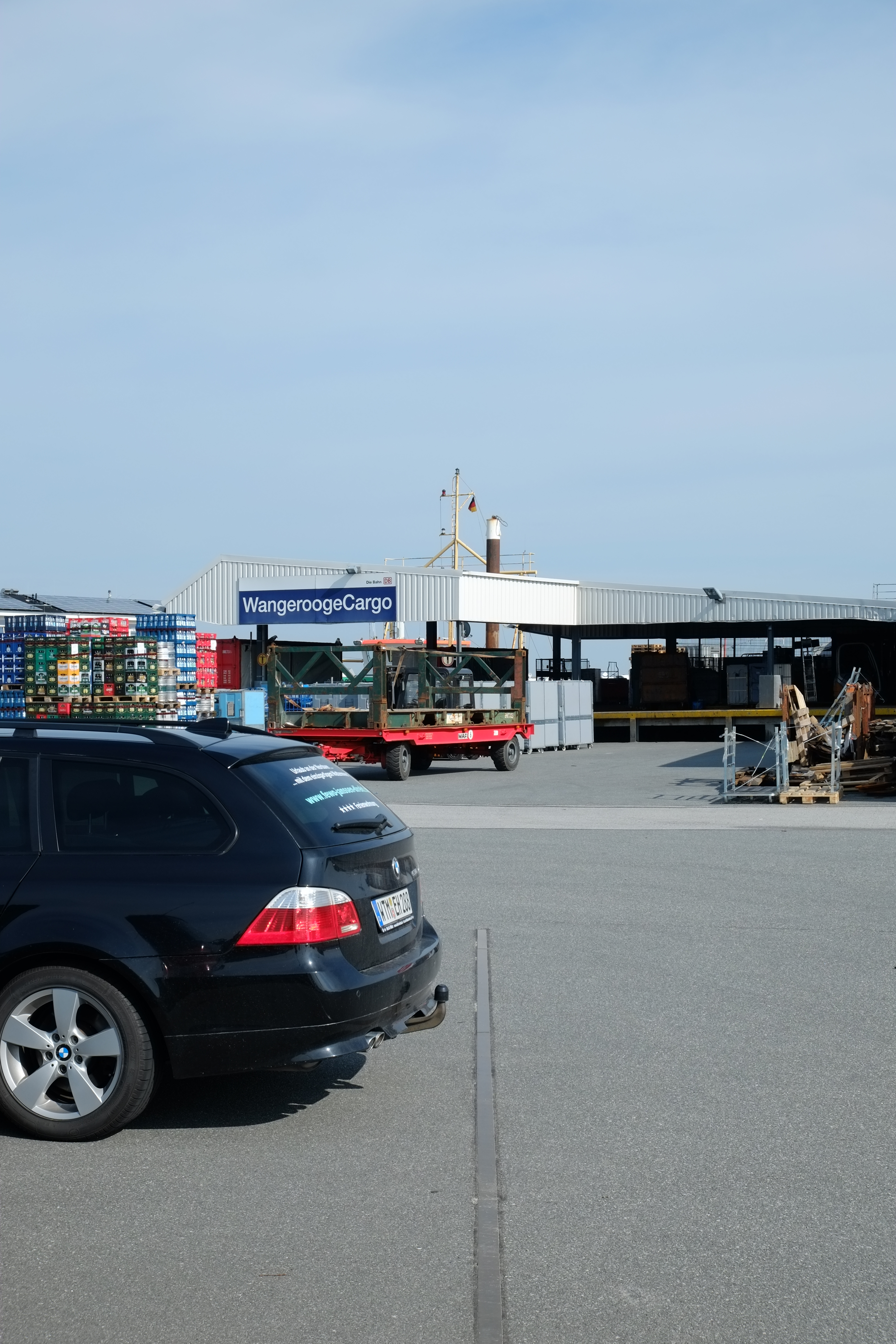
Die goldene Linie in Harlesiel

Die  Goldene Linie entstand im 17. Jahrhundert als Grenze zwischen dem Fürstentum Ostfriesland und der Grafschaft Oldenburg in der Harlebucht an der friesischen Nordseeküste. Sie bildet auf dem Festland die Trennlinie der beiden Landkreise Wittmund und Friesland. 

## Entstehung

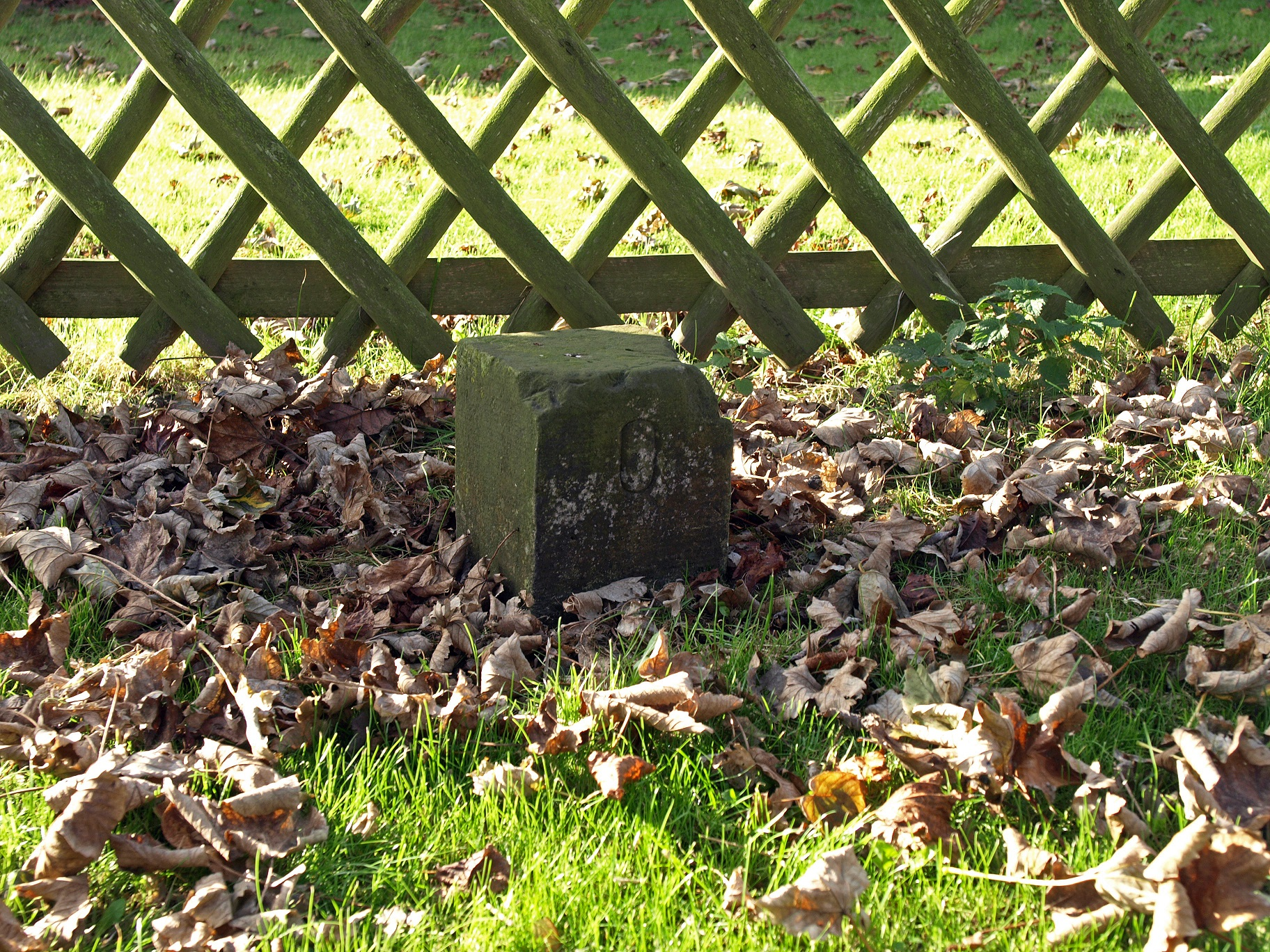
Carolinensiel, Grenzstein Ausgangspunkt Goldene Linie

Die  Harlebucht wurde seit dem 16. Jahrhundert schrittweise eingedeicht. Um Streitigkeiten um den Besitz und um die Entwässerung des neu zu gewinnenden Landes zu vermeiden, schlossen Fürstin Christine Charlotte von Ostfriesland und Graf Anton Günther von Oldenburg am 22. Dezember 1666 einen Grenzvertrag. 
Ausgangspunkt war der ostfriesisch-jeverländische Grenzpfahl auf dem 1658 erbauten Deich (dem so genannten Pfahldeich) zwischen Neufunnixsiel und Neugarmssiel. Von dort ausgehend zogen der von ostfriesischer Seite beauftragte, aus den Niederlanden stammende, beeidigte und am Hofe von Holland promovierte Ingenieur Johann von Honart sowie der jeversche Ingenieur Falk für die Oldenburger Seite auf einer Seekarte eine Linie bis zu einem Punkt genau zwischen zwei Baken, die zu diesem Zweck auf den Rand der hohen Dünen im Osten von Spiekeroog und im Westen von Wangerooge gesetzt wurden. Die Grenze trugen die Ingenieure auf der Karte angeblich mit goldener Tinte ein. Daher trägt sie bis heute auf Landkarten und Straßenschildern den Namen Goldene Linie.
Trotz des Vertrages von 1666 hielt der Grenzstreit zwischen den beiden Nachbarländern noch einige Zeit an. Die Ostfriesen beharrten auf einen weiter östlichen Verlauf der Grenze. Erst 1743 kam es nach einer Zahlung von 11.000 Talern durch Oldenburg an Fürst Carl Edzard von Ostfriesland zu einer endgültigen Einigung. Seitdem war die Goldene Linie die Grenze zwischen dem oldenburgischen Jeverland und dem seit 1744 preußischen, später hannoverschen Ostfriesland als Teil der Provinz Hannover. 
Ungeachtet der Verschiebung der beiden Nordseeinseln nach Osten blieb die ursprüngliche Linienführung gültig. Die Goldene Linie verlief also schließlich über die Insel Spiekeroog. 
Heutzutage allerdings folgt die Gemeindegrenze Spiekeroogs der Uferlinie, und die umgebenden Wattflächen und Priele sind gemeindefreies Gebiet. Die Grenze zwischen Nutzflächen und Nationalparksgebiet auf der Insel liegt weit westlich der Goldenen Linie.

## Traditionspflege
Die historische Entwicklung gab mancherlei Anlass zu Streitigkeiten zwischen den Nachbarn. 
Die Gilde zur Goldenen Linie von 1666 hat es sich zur Aufgabe gemacht, an die historisch bedingte Unterschiedlichkeit der ehemaligen Territorien zu erinnern und die Kommunikation zwischen den beiden Landkreisen Friesland und Wittmund zu fördern.